# هارلو شپلی
هارلو شپلی (به انگلیسی: Harlow Shapley) ‏ (زاده ۲ نوامبر ۱۸۸۵ - درگذشته ۲۰ اکتبر ۱۹۷۲) اخترشناس آمریکایی

## زندگی‌نامه
در سال ۱۹۱۳ از دانشگاه پرینستون درجه دکتری گرفت و از سال ۱۹۱۴ در رصدخانه مونت ویلسن(در کالیفرنیا)مشغول به کار شد و از سال ۱۹۲۱ به مدیریت رصدخانه هاروارد منصوب گردید و تا آخر عمر همین سمت را عهده دار بود

## فعالیتهای علمی
شپلی نخستین کسی است که سیمایی از کهکشان عرضه کرد که در آن مفهومی از ابعاد واقعی نشان داده شده بود.
این اخترشناس امریکایی با مطالعه‌ی توزیع خوشه های کروی در راه شیری دریافت که خورشید جایی در نزدیکی لبه‌ی راه شیری قرار دارد. 